# Pedro López de Padilla III
Pedro López de Padilla (c. 1372-1447) fue un noble castellano, señor de la villa de Calatañazor.

## Biografía
Era hijo de Juan Fernández de Padilla, señor de Calatañazor, alguacil mayor de Toledo y camarero de Enrique II de Castilla, y su esposa Juana de Ayala, y hermana de Pedro López de Ayala, alcalde mayor de Toledo y gran canciller de Castilla. En noviembre de 1376 el monarca le confirmó a él y a su hermana María de Padilla, siendo menores de edad, la donación de Calatañazor, con su señorío y la justicia civil y criminal. Además de esta villa, Pedro López de Padilla heredó una parte o todo el señorío de Coruña del Conde, la residencia de Toledo y otras propiedades en tierras toledanas. Toledo, pues, sería la ciudad desde donde desplegaría una fluida relación con la política del reino y con relevantes sectores de la sociedad castellana. Además, disfrutó de una merced regia de 20 excusados.
El 19 de julio de 1424 se documenta como vecino morador de Toledo pagando 1000 maravedíes de censos sobre diversas casas de la ciudad, cercanas a su propia residencia, a cambio de todos los bienes que poseía el cabildo de la catedral de Toledo en Totanés. En la ciudad del Tajo tuvo también las denominadas casas del Ciprés y en Huecas una heredad que vendió a Pedro López de Ayala III en 1443. En 1430 estuvo presente entre los que juraron las treguas de Majano, las cuales sancionaron la expulsión de los infantes de Aragón de Castilla y el triunfo de Álvaro de Luna. Esta notoriedad política le permitió desempeñar el oficio de guarda mayor del rey Juan II de Castilla.
Fue el primer miembro del linaje en fundar un mayorazgo. A su muerte, en 1447, la mayor parte de sus propiedades (menos las toledanas) pasaron a su primogénito Juan de Padilla. Su cuerpo fue depositado en la iglesia de Santa María de Calatañazor, donde fundó dos capellanías perpetuas por su alma y la de su mujer. Para ello mandó en su testamento comprar 5000 maravedís de las alcabalas de la villa de Calatañazor y su tierra y 24 fanegas anuales de trigo.

## Matrimonio y descendencia
Pedro López casó con Leonor Sarmiento, hija de Pedro Ruiz Sarmiento, señor de Salinas y mariscal de Castilla, y su esposa Juana de Guzmán. Fueron sus hijos:
- Juan de Padilla, que fue adelantado mayor de Castilla y casó con Mencía Manrique.[5] Sucedió en el señorío de Calatañazor, la mitad de Coruña del Conde, las casas y heredades de La Barbolla, Río Castro, Marchamalo y Alaminos, la merced regia de 20 excusados etc., menos las propiedades toledanas.[6]
- Pedro López de Padilla, que murió sin sucesión.[5]
- Diego López de Padilla, que recibió la mitad del señorío de Coruña del Conde, fue comendador de Pozuelo en la Orden de Calatrava y casó con Teresa de Haro (sin sucesión).[5]
- Fernando de Padilla, clavero de la Orden de Calatrava y luego su maestre.[5]
- Garci López de Padilla, clavero y maestre de Calatrava, que recibió la mitad de las propiedades toledanas de su padre.[5][7]
- Gutierre López de Padilla, que murió sin sucesión.[5]
- Sancho de Padilla, que recibió la mitad de las propiedades toledanas de su padre y casó con Marina de Sandoval.[5][8]
- María de Padilla, que casó con el caballero toledano Juan de Guzmán.[5]